# I'm Dying Up Here
I'm Dying Up Here fue una serie de televisión estadounidense de comedia dramática creada por David Flebotte y basada en el libro homónimo escrito por William Knoedelseder sobre la escena cómica de los años 1970 en Los Ángeles (California). Está protagonizada por Melissa Leo, Ari Graynor, Clark Duke, Michael Angarano, RJ Cyler y Jake Lacy, entre otros. La serie está producida, entre otros, por el actor y cómico Jim Carrey. Se estrenó en la cadena Showtime en junio de 2017, contando en su primera temporada con diez episodios de cerca de una hora. Tras su estreno, Showtime la renovó por una segunda temporada, también de diez episodios, que se emitió en mayo de 2018. En España, I'm Dying Up Here se emitió por Movistar Series.
El 28 de septiembre de 2018 Showtime anunció que cancelaba la serie tras su segunda temporada.

## Trama
La serie explora la escena del humor estadounidense residente en la "meca" de Los Ángeles de principios de los años 1970, cuando un grupo de jóvenes comediantes intentan triunfar en un club de la comedia llamado Goldie. Todo con tal de crecer como humoristas y conseguir números fuera con los que alcanzar la fama que, por ejemplo, les daba salir realizando un monólogo en el programa The Tonight Show con Johnny Carson. La dueña del local es Goldie, mentora de los cómicos jóvenes que mezcla dureza y dedicación para aumentar las posibilidades de éxito de sus protegidos. La serie también se centra en las luchas diarias e individuales de los protagonistas y en el conjunto por sacar adelante la comedia en los escenarios del Goldie.

## Reparto

### Principales
- Melissa Leo como Goldie Herschlag, la gerente del club Goldie. Su personaje está basado en Mitzi Shore.
- Ari Graynor como Cassie Feder, una ambiciosa cómica procedente de Wink (Texas).
- Clark Duke como Ron Shack, un cómico de Boston que viaja a Los Ángeles junto a su amigo Eddie
- Michael Angarano como Eddie Zeidel, amigo de Ron y también cómico
- Andrew Santino como Bill Hobbs, cómico del Goldie, y uno de los favoritos del club.
- Stephen Guarino como Sully Patterson, cómico.
- Erik Griffin como Ralph Carnegie, veterano de la Guerra de Vietnam, cómico y guionista del show de Sonny & Cher.
- RJ Cyler como Adam Proteau, un joven talento que llega a Goldie dispuesto a triunfar.
- Al Madrigal como Edgar Martinez, cómico chicano al que le cuesta salir adelante.
- Jake Lacy como Nick Beverly, un humorista que regresa a Los Ángeles después de estar tiempo fuera.

### Recurrentes
- Ginger Gonzaga como Maggie, novia de Arnie y Ron y camarera en Goldies.
- Jon Daly como Arnie, trabajador de Goldies, portero del mismo e intento de cómico.
- Obba Babatundé como Barton Royce.
- W. Earl Brown como Teddy.
- Jeffrey Nordling como Eli Goldman.
- Rick Overton como Mitch Bombadier, ejecutivo del programa The Tonight Show
- Dylan Baker como Johnny Carson, presentador de The Tonight Show.
- Brianne Howey como Kay, camarera en Goldies.
- Ryan Alosio como Miles Farber, un ambicioso agente de talentos.
- Tommy Snider como Wolfman Jack, disc jockey de Los Ángeles.
- Brad Garrett como Roy Martin (temporada 2), un legendario cómico que intenta regresar al circuito de los cómicos y ser partícipe de un club de la comedia en Los Ángeles después de una etapa en Las Vegas.[7]
- Nicole Ari Parker como Gloria Whitfield (temporada 2), productora del programa Soul Train. Llega a tener una relación con Adam Proteau.[8]
- Stefania LaVie Owen como Amanda Robbins (temporada 2), la distanciada hija de Goldie.[8]
- Xosha Roquemore como Dawn Lima (temporada 2), una cómico que viaja a Los Ángeles con intención de triunfar. Suele tener problemas con su identidad sexual. Tuvo una relación sentimental con Nick.[9]
- Dana Gould como Bruce (temporada 2), el agente de Adam.[10]
- Beau Mirchoff como Saul Hudson (temporada 2), un productor televisivo.[10]

### Apariciones
- Joey "Coco" Diaz como Taffy.
- Sebastian Stan como Clay Appuzzo, uno de los primeros cómicos que triunfó en Goldies y salió en The Tonight Show. Fue novio de Cassie.
- Alfred Molina como Carl, un mediocre agente de talentos.
- Robert Forster como Guy, el padre de Clay.
- Cathy Moriarty como Angie, la madre de Clay.
- Scott Cohen como Roy Brenner.
- David Paymer como Ernie Falk.
- Richard Kind como Marty Dansak.
- Dom Irrera como Fitzy.
- Sarah Hay como Tawny.
- Sarah Stiles como Toni 'the Tiger' Luddy, una groupie de los cómicos.
- Jere Burns como Sid Robbins.
- Jocko Sims como Melvin.
- John Caponera como Howard Leetch.
- Armen Weitzman como Rob Cheevers.
- Dennis Haskins como el padre Jacobs.
- Ken Lerner como Sam Doak.
- Brandon Ford Green como Richard Pryor.

## Episodios
| Temporada | Temporada | Episodios | Estreno            | Final                |
| --------- | --------- | --------- | ------------------ | -------------------- |
|           | 1         | 10        | 22 de mayo de 2017 | 13 de agosto de 2017 |
|           | 2         | 10        | 6 de mayo de 2018  | 8 de julio de 2018   |

### Temporada 1 (2017)
| (serie) | (temp.) | Título                             | Director(es)        | Guionista(s)                   | Fecha de estreno     | Audiencia (Millones) |
| ------- | ------- | ---------------------------------- | ------------------- | ------------------------------ | -------------------- | -------------------- |
| 1       | 1       | «Piloto»                           | Jonathan Levine     | Dave Flebotte                  | 22 de mayo de 2017   | 0.167                |
| 2       | 2       | «Midnight Special»                 | Jon S. Baird        | Cindy Chupack                  | 5 de junio de 2017   | 0.120                |
| 3       | 3       | «El coste de un bufé libre»        | Iain B. MacDonald   | Dave Holstein                  | 18 de junio de 2017  | 0.124                |
| 4       | 4       | «Dulce y picante»                  | David Evans         | Dave Flebotte                  | 25 de junio de 2017  | 0.113                |
| 5       | 5       | «El regreso»                       | Jake Schreier       | Jeff Shakoor                   | 30 de junio de 2017  | 0.114                |
| 6       | 6       | «Las chicas también tienen gracia» | Iain B. MacDonald   | Cindy Caponera                 | 16 de julio de 2017  | 0.148                |
| 7       | 7       | «Mi rifle, mi poni y yo»           | Adam Davidson       | Martin Weiss                   | 23 de julio de 2017  | 0.126                |
| 8       | 8       | «El increíble poder de la fe»      | Kate Dennis         | Cindy Chupack y Justin Hillian | 30 de julio de 2017  | 0.135                |
| 9       | 9       | «Lingchi»                          | Julie Anne Robinson | Alex Herschlag                 | 6 de agosto de 2017  | 0.163                |
| 10      | 10      | «Indiferencias creativas»          | Adam Davidson       | Dave Flebotte                  | 13 de agosto de 2017 | 0.215                |

### Temporada 2 (2018)
| # (serie) | # (temp.) | Título                              | Director(es)               | Guionista(s)                           | Fecha de estreno    | Audiencia (Millones) |
| --------- | --------- | ----------------------------------- | -------------------------- | -------------------------------------- | ------------------- | -------------------- |
| 11        | 1         | «Lo que el viento se llevó»         | Adam Davidson              | Dave Flebotte                          | 6 de mayo de 2018   | 0.168                |
| 12        | 2         | «Más uno»                           | Adam Davidson              | Cindy Chupack                          | 13 de mayo de 2018  | 0.232                |
| 13        | 3         | «Bete Noire»                        | Ernest R. Dickerson        | Peter Elkoff                           | 20 de mayo de 2018  | 0.207                |
| 14        | 4         | «Los colchones»                     | Jake Schreier              | Martin Weiss                           | 27 de mayo de 2018  | 0.159                |
| 15        | 5         | «Héroes y villanos»                 | Adam Davidson              | Justin Hillian                         | 3 de junio de 2018  | 0.197                |
| 16        | 6         | «Entre nosotros»                    | Salli Richardson-Whitfield | Diarra Kilpatrick                      | 10 de junio de 2018 | 0.179                |
| 17        | 7         | «Llámame bromista»                  | Mark Polish                | Jessica Lee Williamson y Dave Flebotte | 17 de junio de 2018 | 0.164                |
| 18        | 8         | «Ahora me ves, ahora no me ves»     | Cindy Chupack              | Peter Elkoff                           | 24 de junio de 2018 | 0.184                |
| 19        | 9         | «Confesiones en el lecho de muerte» | Jessica Yu                 | Cindy Chupack                          | 1 de julio de 2018  | 0.145                |
| 20        | 10        | «Líneas cruzadas»                   | Adam Davidson              | Dave Flebotte                          | 8 de julio de 2018  | 0.162                |